# Eleições parlamentares na Estónia em 2023
As eleições parlamentares na Estónia em 2023 foram realizadas em 5 de março de 2023 para eleger os 101 deputados do Riigikogu, o parlamento unicameral da Estónia. A votação, marcada por elevado uso do voto eletrônico (51% dos votos), resultou na vitória do Partido Reformista Estónio, liderado pela primeira-ministra Kaja Kallas, que ampliou sua bancada e formou uma coligação governamental com Estónia 200 e o Partido Social-Democrata. No contexto da Invasão da Ucrânia pela Rússia em 2022, temas como segurança nacional, economia, inflação e a integração da minoria russa dominaram os debates. Partidos associados à minoria russa, como o Partido do Centro Estónio, sofreram perdas significativas, enquanto o Partido Popular Conservador da Estônia, de orientação nacionalista, manteve-se como segunda maior força, apesar de uma leve queda.

## Contexto
As eleições ocorreram em um cenário de tensões geopolíticas, com a guerra na Ucrânia intensificando preocupações com a segurança nacional, especialmente devido à proximidade da Estónia com a Rússia. A alta inflação, impulsionada pela crise energética, e a transição para o ensino em estoniano em escolas de língua russa foram temas centrais. O sistema de votação eletrônica, implementado desde 2005, consolidou a Estónia como líder em governança digital, com mais de metade dos votos emitidos online pela primeira vez. A campanha também refletiu divisões sobre políticas pró-UE e pró-NATO, com o Partido Reformista Estónio defendendo uma postura ocidental firme.

## Partidos e Candidatos
Nove partidos políticos e dez candidatos independentes participaram, totalizando 968 candidatos (652 homens e 316 mulheres). Os principais partidos foram:
- Partido Reformista Estónio (centro-direita, liberal)
- Partido Popular Conservador da Estônia (direita, nacionalista)
- Partido do Centro Estónio (centro-esquerda, associado à minoria russa)
- Estónia 200 (centro, liberal, estreante em eleições nacionais)
- SDE (centro-esquerda)
- Isamaa (centro-direita, conservador)
- Partido Unido da Esquerda Estónia (esquerda)
- Parempoolsed (centro-direita, novo)
- Verdes Estónios (centro-esquerda, ambientalista)

## Resultados
O Partido Reformista Estónio obteve 31,24% dos votos (190.632 votos), conquistando 37 assentos, um aumento de 3 em relação a 2019. Seis partidos alcançaram o limiar de 5% necessário para representação parlamentar. A participação foi de 63,53%, com 615.009 eleitores, dos quais 610.299 votos foram válidos. Abaixo, os resultados detalhados:
| Partido                 | Partido                                | Votos   | %             | +/-   | Deputados | +/-     |
| ----------------------- | -------------------------------------- | ------- | ------------- | ----- | --------- | ------- |
|                         | Partido Reformista Estónio             | 190.632 | 31,24 / 100,0 | 2.30  | 37 / 101  | 3       |
|                         | Partido Popular Conservador da Estônia | 97.966  | 16,05 / 100,0 | 1.71  | 17 / 101  | 2       |
|                         | Partido do Centro Estónio              | 93.254  | 15,28 / 100,0 | 7.82  | 16 / 101  | 10      |
|                         | Estónia 200                            | 81.329  | 13,33 / 100,0 | 13.33 | 14 / 101  | 14      |
|                         | Partido Social-Democrata               | 56.584  | 9,27 / 100,0  | 0.56  | 9 / 101   | 1       |
|                         | Isamaa                                 | 50.118  | 8,21 / 100,0  | 3.23  | 8 / 101   | 4       |
|                         | Partido Unido da Esquerda Estónia      | 14.605  | 2,39 / 100,0  | 2.39  | 0 / 101   | Estável |
|                         | Parempoolsed                           | 14.037  | 2,30 / 100,0  | 2.30  | 0 / 101   | Estável |
|                         | Verdes Estónios                        | 5.886   | 0,96 / 100,0  | 0.86  | 0 / 101   | Estável |
|                         | Independentes                          | 5.888   | 0,96 / 100,0  | 0.28  | 0 / 101   | Estável |
| Votos Inválidos         | Votos Inválidos                        | 3.502   | 0,57 / 100,0  | –     | –         | –       |
| Total                   | Total                                  | 613.801 | 100,0 / 100,0 | –     | 101 / 101 | –       |
| Eleitorado/Participação | Eleitorado/Participação                | 966.129 | 63,53 / 100,0 | 0.14  |           |         |
| Fonte                   | Fonte                                  | [ 5 ]   | [ 5 ]         | [ 5 ] | [ 5 ]     | [ 5 ]   |

|            |      |        |             |     |        |        |
| Reformista | EKRE | Centro | Estónia 200 | SDE | Isamaa | Outros |
| 37         | 17   | 16     | 14          | 9   | 8      | 0      |

## Formação do Governo
Após as eleições, Kaja Kallas formou uma coligação com Estónia 200 e o SDE, totalizando 60 assentos. A coligação, anunciada em 10 de abril de 2023, foi aprovada pelo parlamento em 12 de abril. Lauri Hussar, da Estónia 200, foi eleito presidente do Riigikogu. O governo priorizou investimentos em defesa, apoio à Ucrânia e estabilização econômica. O Partido Popular Conservador da Estônia contestou os resultados do voto eletrônico, mas o Supremo Tribunal rejeitou o apelo em 13 de março.

## Impacto e Análise
A vitória do Partido Reformista Estónio reforçou o apoio às políticas pró-UE e pró-NATO, enquanto a queda do Partido do Centro Estónio refletiu o impacto da guerra na Ucrânia sobre partidos associados à minoria russa. A entrada da Estónia 200 no parlamento introduziu uma nova força liberal, enquanto o Partido Popular Conservador da Estônia consolidou sua base nacionalista. A alta participação e o uso do voto eletrônico destacaram a confiança no sistema eleitoral estoniano.